# هولاندس ديب

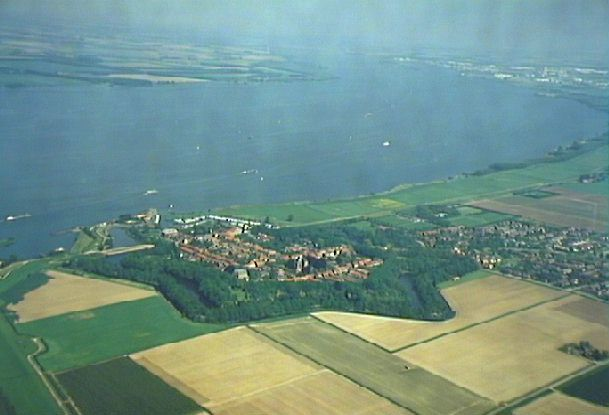
Willemstad وهولاندس ديب.

هولاندس ديب (تهجئة ماقبل- 1947: Hollandsch Diep) هو نهر عريض في هولندا ومصب الراين ونهر الميز. وهو يصل إلى نهر سخيلده وأنتويرب عبر قناة سخيلده- راين.